# Eial Strahman
Eial Strahman (Córdoba, Argentina, 21 de junio de 1989) es un exfutbolista argentino que jugaba de delantero centro.

## Trayectoria

### Inferiores
Hizo las inferiores en Talleres y en Vélez Sársfield, donde tiene una marca de 42 goles en sus primeros 50 partidos.

### River Plate
Posteriormente pasó a River Plate disputando partidos en reserva únicamente. Debutó en la reserva de River anotando un gol en una victoria 2 a 0. En la reserva de River Plate anotó varios goles y fue figura algunos partidos.
El 19 de abril de 2009 estuvo como suplente en el equipo de primera en la Bombonera, en un clásico que River Plate visitó a Boca Juniors.

### Maccabi Haifa
El mismo año también estuvo como suplente en partidos de la Champions League, ya que posteriormente fue al Maccabi Haifa de Israel.

### Instituto de Córdoba
El 2010 se transforma en refuerzo de Instituto de Córdoba para afrontar la Primera B Nacional.

### Argentinos Juniors
Posteriormente el 20 de julio de 2010 es fichado por  Argentinos Juniors, integró el equipo campeón del Torneo Clausura de Argentina.

### Emelec
El 2011 fue al Emelec de Ecuador, en su debut en el estadio Capwell en la Explosión Azul 2011 anotó gol al minuto de juego, también hizo más goles en otros partidos amistosos. En Emelec formó parte del equipo ganador del primer semestre del campeonato ecuatoriano, donde anotó un gol, también disputó la Copa Libertadores 2011.

### Ferro Carril Oeste
En agosto de 2011 fue cedido a préstamo al Ferro Carril Oeste de la Primera B Nacional de Argentina.

### Leones Negros
En agosto de 2012 se anuncia que fue fichado por los Leones Negros de la Universidad de Guadalajara del Ascenso Mx en México. Strahman finaliza su estadía en el club como goleador con 12 goles en 16 partidos. Eial fue figura del equipo y titular indiscutido.

### Córdoba CF
El 28 de junio de 2013 firma por el Córdoba CF de la Segunda división de España para la temporada 2013-14 con opción a dos más; Eial se convierte así en el tercer fichaje de los blanquiverdes para la próxima temporada. El 17 de agosto marca su primer gol en el primer partido de liga frente a Ponferradina, ganando por la mínima.

### CF Mérida
El 8 de enero de 2014 se confirma su regreso al Ascenso MX, en manos del CF Mérida. El 5 de febrero anota su primer gol en el partido de Copa MX frente a los Pumas de la UNAM en el estadio Carlos Iturralde Rivero, dándole la victoria a los Venados por la mínima diferencia.

### Talleres
El 17 de enero de 2015 el Club Atlético Talleres anuncia su llegada para competir por el ascenso en el Torneo Federal A; finalmente lo conseguiría siendo además figura y uno de los goleadores del plantel. Para la temporada de la Primera B Nacional fue confirmado para seguir integrando el equipo. Tuvo un semestre excepcional compitiendo cabeza a cabeza con Gonzalo Klusener por la titularidad; finalmente conseguiría salir campeón y ascender a la Primera División.

### Olimpo
El 23 de febrero de 2017 rescinde su contrato con el Club Atlético Talleres y firma un préstamo por 1 año y medio con el Club Olimpo de la Primera División de Argentina. En la institución  no tuvo un buen rendimiento, solo disputó 10 partidos y no convirtió ningún tanto.

### Independiente Rivadavia
El 14 de septiembre de 2017 rescinde su contrato con el Club Olimpo y firma un préstamo con el Club Sportivo Independiente Rivadavia de la Primera B Nacional.

## Carrera internacional
La carrera internacional de Strahman no se ha decidido todavía, ya que es elegible para jugar, tanto para la Selección Argentina, su país de nacimiento como para la Selección de Israel.
En mayo de 2009, Strahman fue llamado para representar a la Selección de fútbol sub-21 nacional de Israel en la eliminatoria europea ante Bulgaria, sin embargo su club se negó a liberarlo para el partido, aduciendo que iba a ser necesario para el primer equipo en junio.

## Clubes
| Club                    | País      | Año             |
| ----------------------- | --------- | --------------- |
| Talleres                | Argentina | 2004 - 2005     |
| Vélez Sarsfield         | Argentina | 2005 - 2008     |
| River Plate             | Argentina | 2008 - 2009     |
| Maccabi Haifa           | Israel    | 2009 - 2010     |
| Instituto               | Argentina | 2010            |
| Argentinos Juniors      | Argentina | 2010 - 2011     |
| Emelec                  | Ecuador   | 2011            |
| Ferro Carril Oeste      | Argentina | 2011 - 2012     |
| Leones Negros           | México    | 2012 - 2013     |
| Córdoba CF              | España    | 2013 - 2014     |
| Mérida FC               | México    | 2014 - 2015     |
| Talleres                | Argentina | 2015 - 2017     |
| Olimpo                  | Argentina | 2017 - 2017     |
| Independiente Rivadavia | Argentina | 2017 - Presente |

}

## Títulos
| Título                  | Club                   |
| ----------------------- | ---------------------- |
| Torneo Clausura 2010    | Argentinos Juniors     |
| Torneo Federal A 2015   | Club Atlético Talleres |
| Primera B Nacional 2016 | Talleres               |